# Dinastia XXIX d'Egipte

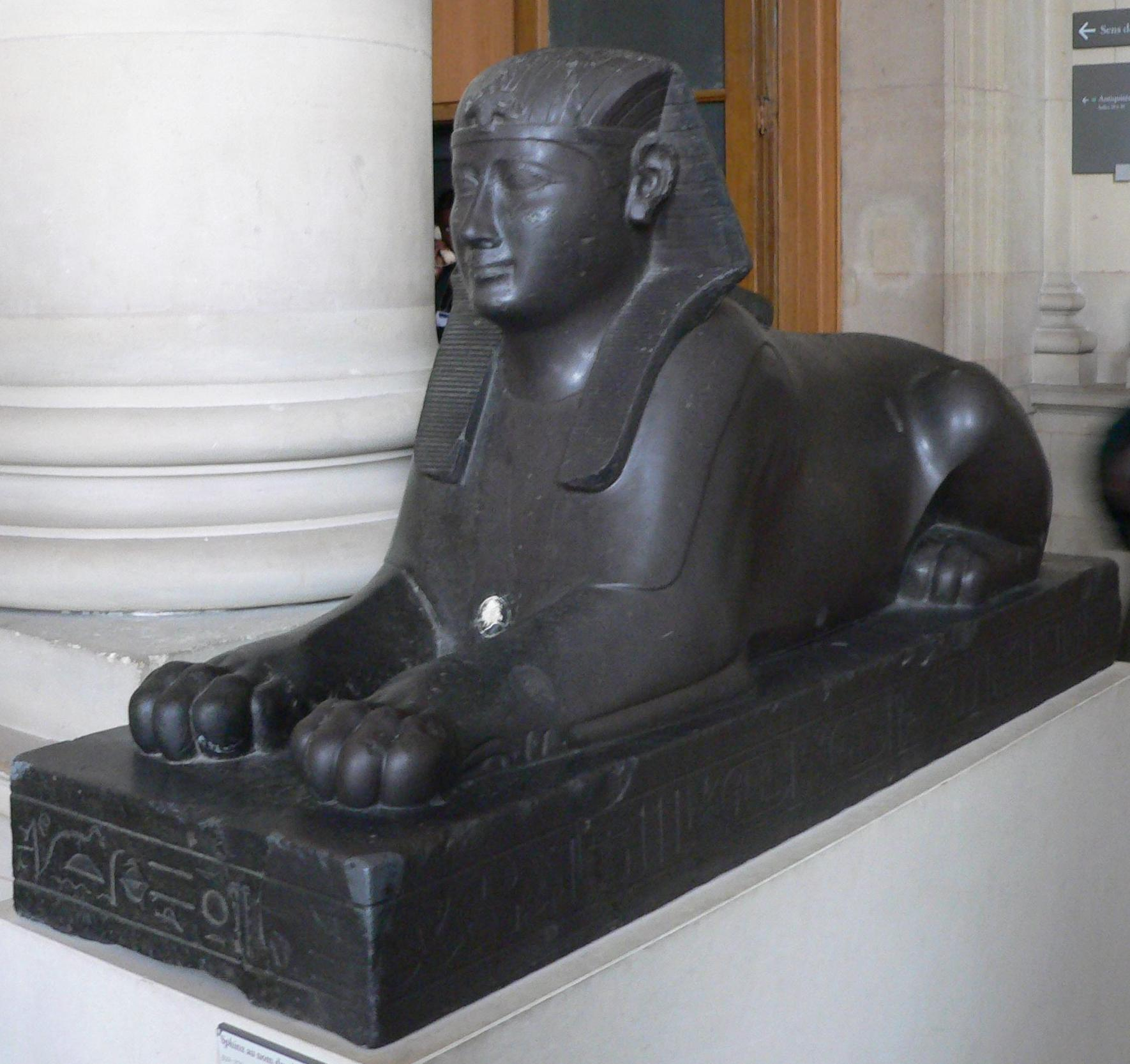
Esfinx d'Acoris (Museu del Louvre)

La dinastia XXIX d'Egipte regí Egipte entre els anys 398-378 aC. Fou fundada per Neferites I, que va traslladar la capital a Mendes, ciutat situada més al centre del delta del Nil que la septentrional Sais, indicant potser un fort ressorgiment del poder reial. Neferites I i els seus successors van aconseguir mantenir el seu poder davant les temptatives d'Artaxerxes II per recobrar el domini d'Egipte. Els últims anys de la dinastia van ser pertorbats per rebel·lions, origen del final de la dinastia. Aquests reis també van mantenir el culte al brau sagrat Apis, a Memfis, registrat a les esteles i inscripcions del Serapeum de Saqqara. Les dinasties XXVI, XXVII, XXVIII, XXIX, XXX i XXXI configuren el període tardà d'Egipte.

## Faraons de la dinastia XXIX d'Egipte
| Nom comú     | Nom de Nesut-Bity | Nom de Sa-Ra | Imatge | Regnat     |
| ------------ | ----------------- | ------------ | ------ | ---------- |
| Neferites I  | Baenre            | Nayfaarudye  |        | 398-392 aC |
| Mutis        | Hernebja          |              |        | 392-392 aC |
| Psamutis     | Userra            | Pasherienmut |        | 392-391 aC |
| Acoris       | Jenemmaatra       | Hakor        |        | 391-379 aC |
| Neferites II |                   | Nayfaarudye  |        | 379-378 aC |

## Cronologia
Cronologia estimada pels egiptòlegs: